# Melchior von Doberschütz
Melchior von Doberschütz, auch Dobschütz, erwähnt 1572 bis 1600, war ein herzoglich pommerscher Stadthauptmann von Neustettin sowie Gutsbesitzer in Pommern und Brandenburg. Seine Ehefrau Elisabeth von Doberschütz wurde ein Opfer der Hexenverfolgungen in Neustettin. Aus Gründen politischer Neidschaft wurde sie auf Betreiben von Jakob von Kleist der Hexerei bezichtigt und im Jahr 1591 in Stettin hingerichtet.

## Leben
Doberschütz entstammte dem schlesisch-brandenburgischen Adelsgeschlecht von Doberschütz und war einer von mindestens fünf Söhnen des Andreas von Doberschütz († 1572),  Gutsherr auf Anteil Plau (1530–1565) im brandenburgischen Landkreis Crossen (Oder). Um das Jahr 1575 war Doberschütz als Eigentümer eines kleinen unrentabel gewordenen Anteils des durch mehrfache Erbteilung in viele Teile zersplitterten Familiengutes Plau derart verschuldet, dass er sich nach anderen Verdienstmöglichkeiten umsehen musste und sich in herzoglich pommersche Dienste begab.

Herzog Johann Friedrich v. Pommern

Zunächst wurde Doberschütz wegen seiner ausgezeichneten Kenntnisse in der Jagd herzoglich pommerscher Jägermeister auf Ihnaburg (heute Ortsteil von Goleniów). Später wurde er Stadthauptmann von Neustettin. Am 26. Juli 1579 erhielt er vom Herzog Johann Friedrich  die Feldmark Zamborst als Lehen mit der Auflage, auf dem Gelände ein Dorf zu errichten. In diesen Jahren hatte sich Doberschütz die Gunst seines Herzogs erworben, der seit 1577 mit der brandenburgischen Prinzessin Erdmuthe verheiratet war. Seine Anstellung erweckte den Neid einiger Hofleute, insbesondere den des damals allmächtigen Günstlings Peter von Kameke. Gemeinsam mit Jakob von Kleist soll er Doberschütz durch Intrigen und Verleumdungen seiner Ehefrau Elisabeth als Hexe aus dem Amt gedrängt haben. Kleist forderte für sich das Amt des Stadthauptmannes von Neustettin, womit er 1584 endlich Erfolg hatte.
Schon am 28. September 1583 verkaufte Doberschütz die Feldmark Zamborst für 1.000 Taler an seinen späteren Amtsnachfolger Jakob von Kleist, der vom Herzog den entsprechenden Lehnsbrief erhielt. Im Jahr 1586 kaufte er alle Anteile seines brandenburgischen Familiengutes Plau (Plew, Plosa) auf.
Da Doberschütz trotz seiner Vertreibung aus dem Amt des Stadthauptmannes ungetrübt seinen Wohlstand genießen konnte, soll Kleist versucht haben, ihn durch üble Nachrede – bzw. durch Verleumdung seiner Frau Elisabeth als Hexe – völlig zu ruinieren. Hierzu passte, dass dem Kleist das Bierbrauen misslang, was auf einen Hexenfluch zurückgeführt wurde. Den Umtrieben und Einflüsterungen der Höflinge gelang es allmählich, Doberschütz beim Herzog völlig in Ungnade zu bringen, so dass er, seines Amtes längst enthoben, um 1590 Pommern wieder verlassen musste. Sein Vermögen wurde konfisziert.
Doberschütz wandte sich hilfesuchend an den brandenburgischen Kurfürsten Johann Georg, zu dem er alte persönliche Kontakte hatte. Ein Jahr später (1591), während seine Ehefrau im Kerker saß, diente Doberschütz dem Johanniterorden in der Komturei in Crossen an der Oder.
Um den 15. Januar 1600 (Leibgedinge) heiratete Doberschütz in zweiter Ehe Anna von Loeben.

## Familie
Melchior von Doberschütz, der in der Literatur fälschlicherweise auch Melchior von Dobschütz genannt wird, ist jedoch kein Angehöriger der Familie von Dobschütz, sondern eindeutig der Familie von Doberschütz. Hierfür sprechen besonders zwei Indizien:
- In der Urkunde vom 7. April 1590, mit der der Verkauf des Lehngutes Zamborst noch einmal bestätigt wird, heißt er Melchior Dobbersitz, was eher auf Doberschütz hindeutet.
- Außerdem wird er als fürstlicher Jägermeister auf Plew genannt, womit sein Gut Plau gemeint ist, das nachweislich von mindestens 1490 bis 1660 Eigentum der Familie von Doberschütz war.